# Джюрашкович, Божидар
Божидар Джюрашкович (серб. Božidar Đurašković, род. 27 декабря 1924, Улцинь) — югославский легкоатлет, выступавший в беге с препятствиями и беге на длинные дистанции. Участник летних Олимпийских игр 1952 года.

## Биография
Божидар Джюрашкович родился 27 декабря 1924 года в югославском городе Улцинь (сейчас в Черногории).
Выступал в легкоатлетических соревнованиях за «Партизан» из Белграда.
В 1950 году участвовал в чемпионате Европы в Брюсселе, где занял 9-е место в беге на 5000 метров с результатом 14 минут 52,4 секунды.
В 1951 году завоевал золотую медаль Средиземноморских игр в Александрии в беге на 3000 метров с препятствиями, показав результат 9.38,5.
В 1952 году вошёл в состав сборной Югославии на летних Олимпийских играх в Хельсинки. В беге на 3000 метров с препятствиями занял 10-е место в полуфинале с результатом 9.23,2, уступив 7,8 секунды худшему из попавших в финал Яну Келасу из Польши.

## Личный рекорд
- Бег на 3000 метров с препятствиями — 9.04,0 (1952)[1]